# Campeonato Mundial de Gimnasia Rítmica de 1969
El IV Campeonato Mundial de Gimnasia Rítmica se celebró en Varna (Bulgaria) entre el 27 y el 29 de septiembre de 1969 bajo la organización de la Federación Internacional de Gimnasia (FIG) y la Federación Búlgara de Gimnasia.

## Resultados
| Evento                   | Oro                                    | Plata                                                                                                 | Bronce                                                       |
| ------------------------ | -------------------------------------- | --- | ------------------------------------------------------------ |
| Concurso completo ind.   | Maria Gigova Bulgaria 38,450 pts.      | Nechka Robeva Bulgaria / Liubov Sereda Unión Soviética / Galina Shugurova Unión Soviética 38,050 pts. |                                                              |
| Cuerda                   | Galina Shugurova Unión Soviética 9,650 | Maria Gigova Bulgaria 9,600                                                                           | Liubov Sereda Unión Soviética / Nechka Robeva Bulgaria 9,550 |
| Pelota                   | Galina Shugurova Unión Soviética 9,400 | Maria Gigova Bulgaria / Liubov Sereda Unión Soviética 9,250                                           |                                                              |
| Libre                    | Maria Gigova Bulgaria 9,800            | Nechka Robeva Bulgaria / Rumiana Stefanova Bulgaria 9,700                                             |                                                              |
| Aro                      | Maria Gigova Bulgaria 9,800            | Nechka Robeva Bulgaria 9,700                                                                          | Liubov Sereda Unión Soviética 9,650                          |
| Grupos concurso completo | Bulgaria 18,500                        | Unión Soviética 18,300                                                                                | Checoslovaquia 18,200                                        |

## Medallero
| Núm. | País            | Oro | Plata | Bronce | Total |
| ---- | --------------- | --- | ----- | ------ | ----- |
| 1    | Bulgaria        | 4   | 6     | 1      | 11    |
| 2    | Unión Soviética | 2   | 4     | 2      | 8     |
| 3    | Checoslovaquia  | 0   | 0     | 1      | 1     |

- Datos: Q2316395